# 魔戒
《魔戒》是一部由英国牛津大學教授、語言學家J·R·R·托爾金创作的史詩奇幻文學作品。這個故事原是托爾金早年創作的兒童幻想小說《霍比特人》（英语：The Hobbit）（1937年）之續篇，但隨著故事的發展逐漸變得恢弘龐大。此作品絕大部分完成於1937至1949年，約與二戰期間相符，因此有人相信此作在某些方面亦受到該場戰爭的影響（作者則澄清：並未受到任何時事影響）。《魔戒》一書为畅销书籍，不同版本已售出超过一億五千萬册。
由于二战后纸张短缺，全书被分为三卷出版，因此常被誤認是一「三部曲」，即今天廣為人知的《魔戒》三部曲。分別稱作（The Fellowship of the Ring）、（The Two Towers）、（The Return of the King）。其中每一部又分為兩冊出版，並收錄了相關的背景資料。此後，《魔戒》一書被譯為多種語言並重刷多次，成為20世紀最具影響力的奇幻文學作品之一。
這個故事的原文名稱（指环王）指明了最主要的反派角色——堕落的神明索倫（Sauron），他創造了一枚戒指來統領其他戒指，並以此作為對抗甚至統治中土大陸（Middle-earth）的終極武器。故事開始於平靜的夏爾（the Shire），一個類似英國鄉村的哈比家園，隨著魔戒的爭奪而橫跨了整個中土大陸。主角包括哈比人（Hobbit）佛羅多·巴金斯（Frodo Baggins）、山姆衛斯·詹吉（Samwise Gamgee）、梅里雅達克·烈酒鹿（Meriadoc Brandybuck）、皮聘（Peregrin Took）和他們的同伴遊俠亞拉岡（Aragorn）、矮人金靂（Gimli）、精靈勒苟拉斯（Legolas）以及巫師甘道夫（Gandalf）。
托爾金眾多作品的寫作主題、背景和其由來皆被大量研究過。儘管加入了大量的知識，《魔戒》劇情其實僅是托爾金自1917年以來寫作之浩大史詩中的最後一個環節，他並自稱該史詩的類型為「神話創作」（mythopoeia）。影響《魔戒》的因素廣泛來源於哲學、神話、宗教、對工業化的反對立場、作者前期作品與兩次世界大戰等。一般認為《魔戒》為現代奇幻作品帶來巨大的影響，「托爾金派」（和）一詞甚至為《牛津英語詞典》所收錄。
《魔戒》一書的歷久不衰為流行文化帶來了一系列的影響及參照。托爾金迷們創建了許多社群，亦出版了大量有關托爾金及其作品的書籍。《魔戒》正持續地衍生出不同作品，如藝術插圖、音樂、電影、電視、廣播劇、電玩遊戲、同人文章等。

## 篇章
全書共三冊（Volume），分六篇（Book），每冊各有兩篇：
- 第一篇：黑影重臨（I: The Return of the Shadow）
- 第二篇：魔戒遠征隊（II: The Fellowship of the Ring）
- 第三篇：艾辛格的背叛（III: The Treason of Isengard）
- 第四篇：魔多之旅（IV: The Journey to Mordor）
- 第五篇：護戒戰爭（V: The War of the Ring）
- 第六篇：第三紀元的結束（VI: The End of the Third Age）

托爾金原來打算集結成一冊出版，但在二戰後由於纸张短缺，他的想法未能付诸实现。小说最後只能分為三冊出版：《魔戒首部曲・魔戒現身》（序言,第一篇和第二篇）、《魔戒二部曲・雙城奇謀》（第三篇和第四篇）和《魔戒三部曲・王者再臨》（第五篇和第六篇，6個附录，4個索引）。
因為三本小說的廣泛分布，此作品時常被称为魔戒三部曲，但严格来说，其構思是一部完整的作品。

## 情節大綱

### 魔戒現身

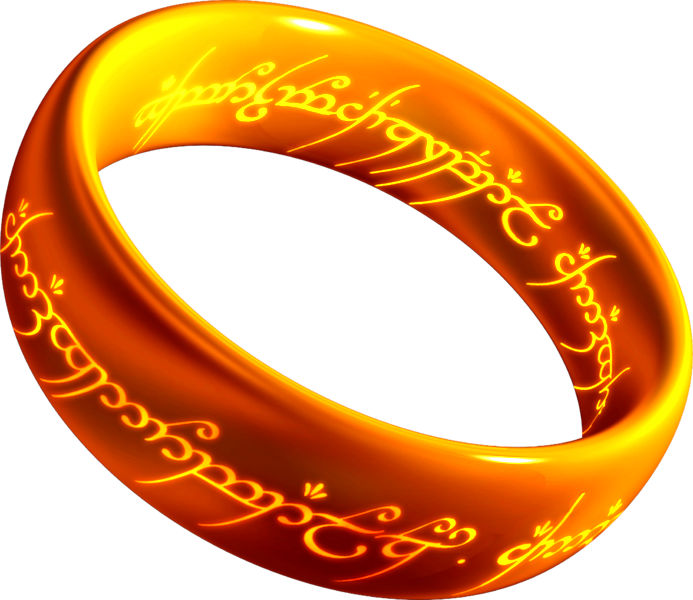
至尊魔戒

早在故事開始前，黑魔王索倫於第二紀元1600年鑄造了至尊魔戒，以便統御其它由人類、精靈、矮人所持有的魔法戒指。第二紀元3441年，索倫在精靈及人類最後同盟戰役中被擊敗，伊蘭迪爾之子埃西鐸砍下了他手中的魔戒，聲稱是自己的傳家之寶。埃西鐸後來死於半獸人的箭矢之下，魔戒因此掉入安都因河，從此消失在歷史的記載中。又過了兩千年，魔戒被哈比人德戈發現，德戈後被他的親友史麥戈殺害，魔戒至此第三次易手。史麥戈隨後被逐出原屬的家園，只得藏身在迷霧山脈山腳下。在該處，魔戒將史麥戈轉變為一頭扭曲而墮落的生物ㄧ咕嚕。
咕嚕最終脫離不了失去魔戒的命運。在《哈比人歷險記》中記錄了魔戒易主比爾博·巴金斯的過程。與此同時，索倫重拾了肉身的軀殼，回到了他原先的基地——魔多。咕嚕在出發尋找魔戒之際，被索倫發現並俘虜。索倫從他身上得知比爾博·巴金斯是戒指當下的持有者，咕嚕隨後被釋放。而需要魔戒重拾大業的索倫，派遣了黑暗的部下戒靈尋找它的下落。

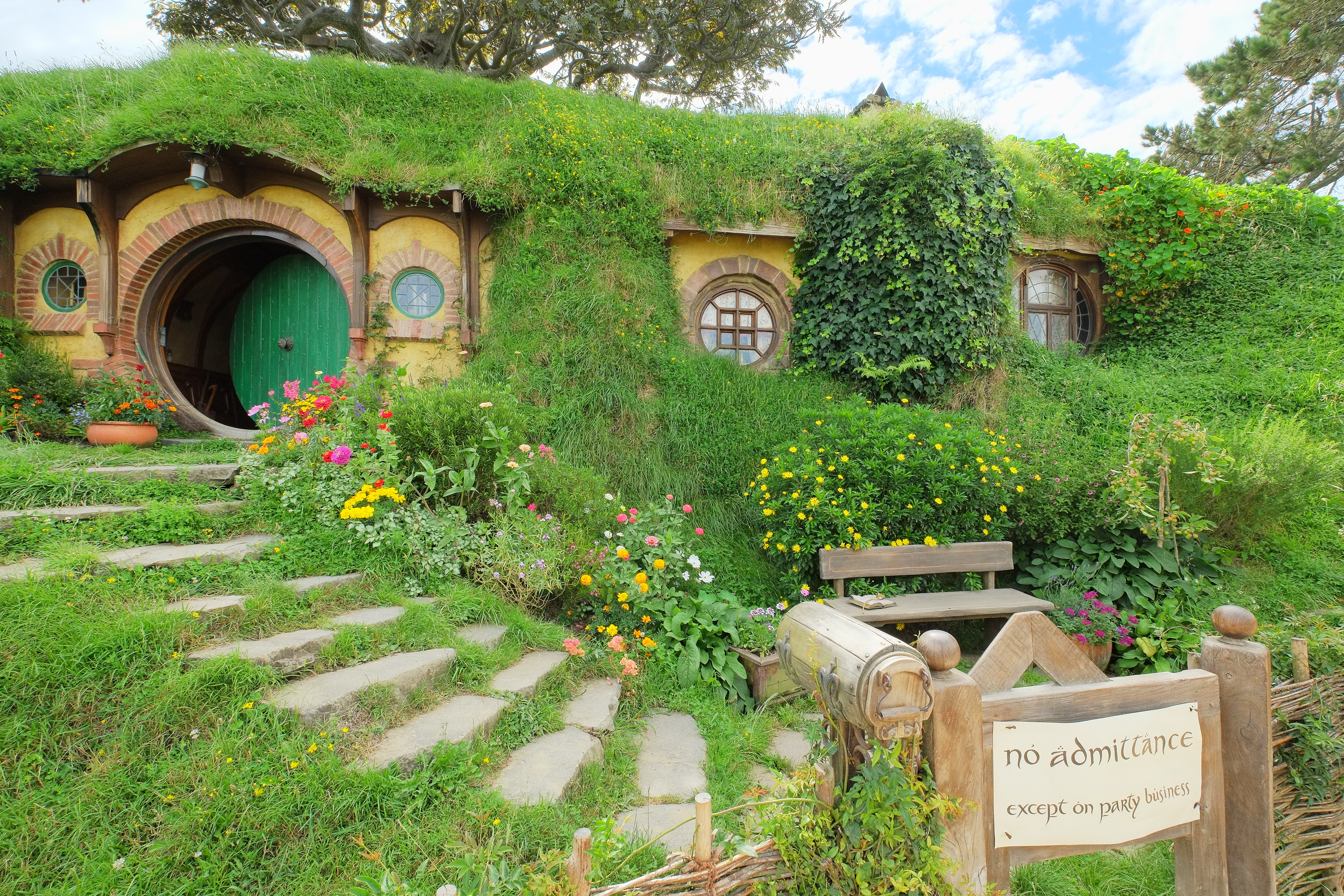
巴金斯家族世代居住的袋底洞。

小說開始於哈比人的故鄉——夏爾，佛羅多·巴金斯從他的叔叔兼監護人，比爾博手中繼承了「魔戒」。兩人皆不知曉戒指的來由和其強大的力量。灰袍巫師甘道夫卻瞭解這枚指戒的歷史，並指示佛羅多將魔戒帶至精靈王愛隆的領土以聽取他的建議。佛羅多隨後在他的園丁山姆·詹吉、二位晚輩表親皮瑞格林·圖克及梅里雅達克·烈酒鹿的偕同下離開了夏爾。
途中哈比人險些與戒靈相遇，但他們隨即逃入老林擺脫了糾纏。在樹林中他們受到力量強大的湯姆·龐巴迪的幫助，一位魔戒在其身上不起任何作用的神袐人物。離開老林後，他們在一個名叫布理的小鎮遇上了埃西鐸的後裔、外號名為「神行客」的遊俠亞拉岡。亞拉岡在此加入他們的行列，作為保護、指引哈比人的嚮導。一行人在小鎮遭受攻擊後悄悄地離開，戒靈卻緊追在後，更在風雲頂上以一把有詛咒之毒的魔窟劍刺傷了佛羅多。在佛羅多的傷勢愈來愈嚴重之際，亞拉岡帶領哈比人前往瑞文戴爾尋求庇護。一路到了喧水河的布魯南渡口，戒靈再度發動攻擊，但此時瑞文戴爾的領主愛隆控制洪水將戒靈淹沒，拯救了小隊。
一行人被領到瑞文戴爾，佛羅多在愛隆的照料下康復。隨後的愛隆會議上，各方代表商討了諸多同索倫、魔戒相關的歷史，甚至是索倫試圖收買白袍巫師薩魯曼的消息。會議中，人們瞭解到索倫威脅的強大，且只有將魔戒帶回當年它的鑄造之地——末日火山方能將其摧毀。佛羅多自願領著戒指前往，為了陪伴和保護佛羅多，由山姆、梅里、皮聘、亞拉岡、矮人金靂、精靈勒苟拉斯、剛鐸攝政王迪耐瑟之子波羅莫共組而成的「魔戒遠征隊」因此誕生。
在試圖經卡蘭拉斯山腳橫跨迷霧山脈卻失敗後，遠征隊改道至莫里亚礦砊，在該處遇上了半獸人的攻擊。甘道夫幫助大家逃亡、並獨自一人阻擋古老而可怕的炎魔，卻因此跌入都靈之淵而殞落。餘下的隊員進入了黃金森林羅斯洛立安避難。帶著精靈王后凱蘭崔爾贈予他們的船隻和禮物，遠征隊行過安都因河來到了阿蒙漢山丘。波羅莫在此屈從了魔戒的誘惑，並試圖自佛羅多手上將其據為己有。佛羅多因此心生了脫離隊伍的念頭，但山姆不願離開好友、堅持隨其同行，兩人遂離隊踏上往魔多之路。與此同時，受索倫及薩魯曼之命的半獸人襲擊遠征隊將波羅莫殺害，並綁架了梅里和皮聘。

### 雙城奇謀
亞拉岡、金靂、勒苟拉斯則決定跟蹤強獸人的腳步進入洛汗國。在法貢森林的邊緣，梅里與皮聘趁洛汗人攻擊強獸人之際逃了出來，並躲進森林內，在森林裡和樹人成為朋友。亞拉岡、金靂、勒苟拉斯沒在法貢森林裡找著哈比人，卻發現了從炎魔之鬥中復活、法力變得更加強大的白袍巫師甘道夫。甘道夫知會他們哈比人平安無事，於是四人便前往洛汗國國王希優頓的住所，將其從薩魯曼的騙局和催眠中解救出來。希優頓偕同亞拉岡、金靂及勒苟拉斯等人鞏箇聖盔谷的防禦，甘道夫則策馬前往尋找更多的兵力。聖盔谷被薩魯曼的強獸人大軍重重包圍，但甘道夫隨即帶回援軍，打敗了強獸人。
樹人與胡恩對艾辛格發動攻擊，將薩魯曼困在歐散克塔中。甘道夫、希優頓一行人隨即來到艾辛格同薩魯曼談判。薩魯曼拒絕承認自己犯下的過錯。甘道夫只好奪去他的地位和強大的力量。梅里和皮聘終於歸隊。但好奇的皮聘窺視了真知晶球，一個薩魯曼與索倫交換訊息的工具——這個舉動使索倫認為薩魯曼已經抓到魔戒持有者，於是甘道夫只好將皮聘帶往剛鐸。

### 王者再臨
在前往魔多的路上，佛羅多和山姆逮到了自摩瑞亞便不斷跟蹤他們的咕嚕，並要求他帶領他們進入魔多。在瞭解魔多大門無法通行後，咕嚕提議從一條鮮為人知的小路繼續前進。但咕嚕背叛了佛羅多，將其帶入巨蜘蛛屍羅的要塞西力斯昂哥。被屍羅咬傷後，佛羅多看似身亡。但山姆還是憑一人之力打敗了屍羅。山姆帶走了戒指，逼迫自己離開自己的主人。半獸人發現了佛羅多的屍體，山姆才發現佛羅多其實只是失去意識，並非真的死去。佛羅多隨後被帶往西力斯昂哥之塔，山姆則下定決心要拯救他。
索倫出兵對剛鐸展開攻擊，甘道夫則前往米那斯提力斯警告迪耐瑟。米那斯提力斯四面楚歌，迪耐瑟在另一顆真知晶石的监控下，受索倫的影響而絕望地自殺了。亞拉岡、勒苟拉斯和金靂經亡者之道通往剛鐸，亞拉岡在該處召集了一批曾背棄對埃西鐸承諾而不能超度的亡靈軍隊，以埃西鐸後裔的名義請求他們協助，以解除他們古老的詛咒。這個幽靈軍隊幫助他擊敗了不斷侵略南剛鐸的昂巴海盜。被解放的南剛鐸人同洛汗騎兵加入作戰，在帕蘭諾平原戰役上拯救了被重重包圍的米那斯提力斯。
山姆救出了佛羅多，兩人便繼續前往魔多的旅程。在接近末日山脈之際，佛羅多的身體愈來愈虛弱，山姆則一直在旁幫助他。同時，魔多黑色大門前展開的激昂戰鬥上，剛鐸—洛汗同盟軍不顧一切地與數量多得驚人的索倫大軍作戰，試圖將索倫的注意力從末日山脈中轉移開來。哈比人最終來到末日火山的邊界，佛羅多卻抵擋不住魔戒的誘惑，直指自己是戒指的主人。此時咕嚕再度現身，和佛羅多爭奪那枚戒指。咕嚕咬下了佛羅多的手指和魔戒，卻因此掉入火山，同魔戒一齊葬身火海。在魔戒被摧毀的同時，索倫亦被殲滅，其軍隊瓦解、他的高塔化為韲粉、戒靈消亡，魔戒之役至此似乎是結束了。亞拉岡被封為伊力薩，亞爾諾暨剛鐸之王，並和自己一生的摯愛——愛隆之女亞玟成婚。
與此同時，薩魯曼從監禁中逃了出來，並奴役了夏爾。四名回到家鄉的哈比人發起叛變，推翻了薩魯曼的統治。薩魯曼死在自己先前的僕人巧言手下，而巧言最後也被哈比弓箭手奪去了性命。「魔戒之役」便在佛羅多的家門口劃下了句點。梅里和皮聘被人們封為英雄。山姆則用了凱蘭崔爾贈予的禮物重建了夏爾，並和小玫·卡頓步入紅毯。佛羅多身、心靈受到的創傷皆未康復。幾年後，在甘道夫、比爾博等人的陪伴下，佛羅多自灰港岸向西航行至海外仙境。小玫過世後，山姆將《西境紅皮書》傳給了他的女兒伊拉諾，書中記載著比爾博、佛羅多、山姆、皮聘、梅里的冒險故事。作為世間僅存的最後一位魔戒持有人，山姆隨後亦航向西方的海外仙境，最終與佛羅多重逢。

## 主要人物

### 哈比人
- 佛羅多·巴金斯：一名來自夏爾且富有的哈比人，自比爾博手中繼承了至尊魔戒。故事一開始，佛羅多便背負了摧毀魔戒的重任。
- 山姆·詹吉：佛罗多的园丁，陪同佛罗多前往末日火山。
- 皮瑞格林·圖克（皮聘）：年輕且玩心重，是佛羅多的表侄。後隨著甘道夫到達剛鐸米那斯提力斯城堡。
- 梅里雅達克·烈酒鹿（梅里）：聰明盡責，佛羅多的表侄。後跟隨洛汗國王遠征剛鐸戰場。
- 比尔博·巴金斯：曾是魔戒持有者，佛罗多的叔叔，留下魔戒給佛羅多繼承。探險家、诗人、作家。
- 咕嚕：本名为史麥戈（Smeagol）。曾是哈比三支系中的史圖爾人平民，亦是比爾博之前的魔戒持有者。撿到魔戒被其力量吸引而墮落，造成雙重人格，對人充滿不信任。

### 邁雅
- 甘道夫（Gandalf/Mithrandir）：一開始出場時是灰袍巫師，跌入摩瑞亞深淵並戰勝炎魔後成為白袍巫師，繼續對抗黑暗勢力。他有很多名字，其中精靈稱他作米斯蘭達。
- 薩魯曼（Saruman）：白袍巫師，也是「聖白議會」的議長。於艾辛格戰敗後，在夏爾死於其僕人巧言刀上。
- 索倫：黑暗之王，魔多（Mordor）的君主，至尊魔戒的主人。他以大部分力量打造出至尊魔戒，自埃西鐸把魔戒從他手上砍下，他的靈魂被迫出竅，居於巴拉多塔內，是為魔眼。
- 瑞達加斯特 （Radagast）：褐袍巫師。
- 美丽安：出现于精灵宝钻征战史之中，下嫁于精灵王庭葛，并生下绝世美女露西安。她喜爱歌唱，据说连夜莺都会静静倾听。她用自己的力量筑起了美丽安的环带，只有力量远远高于她的或是因命运才来到此地的，才能通过，否则将在其间永远迷路。在庭葛被矮人杀死后，她因悲痛离开了艾尔达，他们的王国被毁灭。

### 精靈
- 勒苟拉斯（Legolas Greenleaf）：是幽暗密林的精靈王瑟蘭督伊之子，箭術百步穿楊，魔戒遠征隊成員。
- 亞玟：瑞文戴爾的精靈公主暮星，埃尔隆德之女，後來嫁给亞拉岡，放棄了精靈的永生，成為人類。
- 凱蘭崔爾（Galadriel）：洛丝萝林森林的精灵女王 ，一直支持遠征隊，並送出了禮物給八名成員。
- 愛隆：瑞文戴爾的精灵领主，亞玟的父親。一直扶育亞拉岡長大成人。

### 矮人
- 金靂：葛羅音之子，自始至終和亞拉岡、莱戈拉斯並肩作戰，最後成為莱戈拉斯的好友。
- 葛羅音（Glóin）：同比尔博一起前往孤山消滅恶龙，夺回属于矮人财宝，并参加了战斗，和精灵，人类一同消滅半兽人，也应者他的勇敢，功成名就，成为一个受到大家尊敬的人。
- 巴林：也是比尔博冒险时的同伴。后来他恢复了摩瑞亚兴盛

### 樹人
- 樹鬍：森林裡的樹人（Ent）首領，率領樹人群攻下了薩魯曼的艾辛格。

### 人類
- 阿拉贡：努曼諾爾人、剛鐸国系嫡系傳人，埃西鐸第三十九代嫡亲子孙，小時候（2岁时）父亲（亞拉松）被敵人殺害，被母亲带到瑞文戴爾请求精靈王愛隆的庇护，並被取名为愛斯泰爾（Estel），辛达林语中希望的意思。20岁时得知身世，後遇到精靈公主亞玟並愛上她。魔多瓦解後，成為剛鐸和亞爾諾國王並同時迎娶亞玟。
- 博罗米尔（Boromir）：刚铎摄政王迪耐瑟長子，死於強獸人箭下。
- 法拉米尔（Faramir）：刚铎摄政王迪耐瑟次子，戰後迎娶了洛汗的伊欧温。
- 迪耐瑟二世（Denethor）：刚铎摄政王，波羅莫、法拉墨的父親，意外被焚身死亡。
- 塞奥顿（Théoden）：洛汗国的国王，戰死於剛鐸帕蘭諾平原戰役。
- 伊歐墨（Éomer）：希優頓的外甥，魔戒大战前為驃騎第三元帥，大战后成為洛汗国王。
- 伊欧温（Éowyn）：希優頓的外甥女，伊歐墨的妹妹，嫁给法拉米尔。
- 希優德（Théodred）：希優頓之子，死於艾辛河渡口。

## 虛構的世界

### 魔戒中的語言
1. 昆雅语（Quenya）
2. 辛达林（Sindarin）
3. 黑暗語（Black Speech）
4. 半獸人語（Orkish）
5. 矮人語（Khuzdul）
6. 阿登奈克語（Adûnaic）
7. 西方通用語（Westron）
8. 帖勒瑞林語（Telerin）
9. 多瑞亞林語（Doriathrin）
10. 南多林語（Nandorin）
11. 古辛達林（Old Sindarin）
12. 依爾克林語（Ilkorin）
13. 雅維瑞語（Avarin）
14. 樹人語（Entish）
15. 主神語（Valarin）

至尊魔戒上隱藏的銘文，為用談格瓦文字書寫的黑暗語。

16. 古精靈語（Primitive Elvish）

## 創作
在1930年代的某一天，J·R·R·托爾金在批改學生的考卷時看到一張白紙，這時他突發靈感，在白紙上寫下了「在地底洞穴中住著一位哈比人」的字句。當時的托爾金尚不知哈比人為何物，他覺得最好弄清楚哈比人長什麼樣，便開始向孩子們講述有關哈比人的爐邊故事，並把這些故事記述下來。1937年9月，《哈比人》一書由喬治·艾倫與昂溫出版社出版，大受讀者的歡迎。
自從《哈比人》出版後，出版商史坦利·昂溫便不斷地建議與催促托爾金出續集。托爾金在1937年12月16日給昂溫的信中表示，有必要撰寫《哈比人》的續集，但他還不知道要該如何發展下去；不過短短幾天之後的12月19日，托爾金又再度致信給昂溫表示已有了重大進展，他已寫完新哈比人故事的第一章:158-159。直至次年3月4日，托爾金已寫到黑騎士出現的部分:166。
至1938年6月，托爾金一度中斷寫作，一個月後又繼續，他決定以比爾博的戒指作為整個故事的主題，同年7、8月，托爾金將魔戒的背景寫入「過往黯影」一節內。8月時，托爾金一家人去錫德茅斯市度假，托爾金在此進展較為快速，將故事寫到躍馬旅店的部分，當時佛羅多的角色叫作「賓果」，而神行客則是個名叫「特洛特」的哈比人。當年秋天，托爾金決定將這個故事定名為《魔戒》。1939年9月，他已寫到哈比人抵達瑞文戴爾的部分。
根據托爾金本人的說法，在1939年第二次世界大戰爆發時，撰寫《魔戒》的進度變得更加緩慢。1941年，他才寫到了魔戒遠征隊抵達羅斯洛立安和安都因河的部分。到了1944年，托爾金「強迫自己」去撰寫佛羅多前往魔多的旅程，最後他耗費了五年光陰才總算完成了《魔戒》的結局。

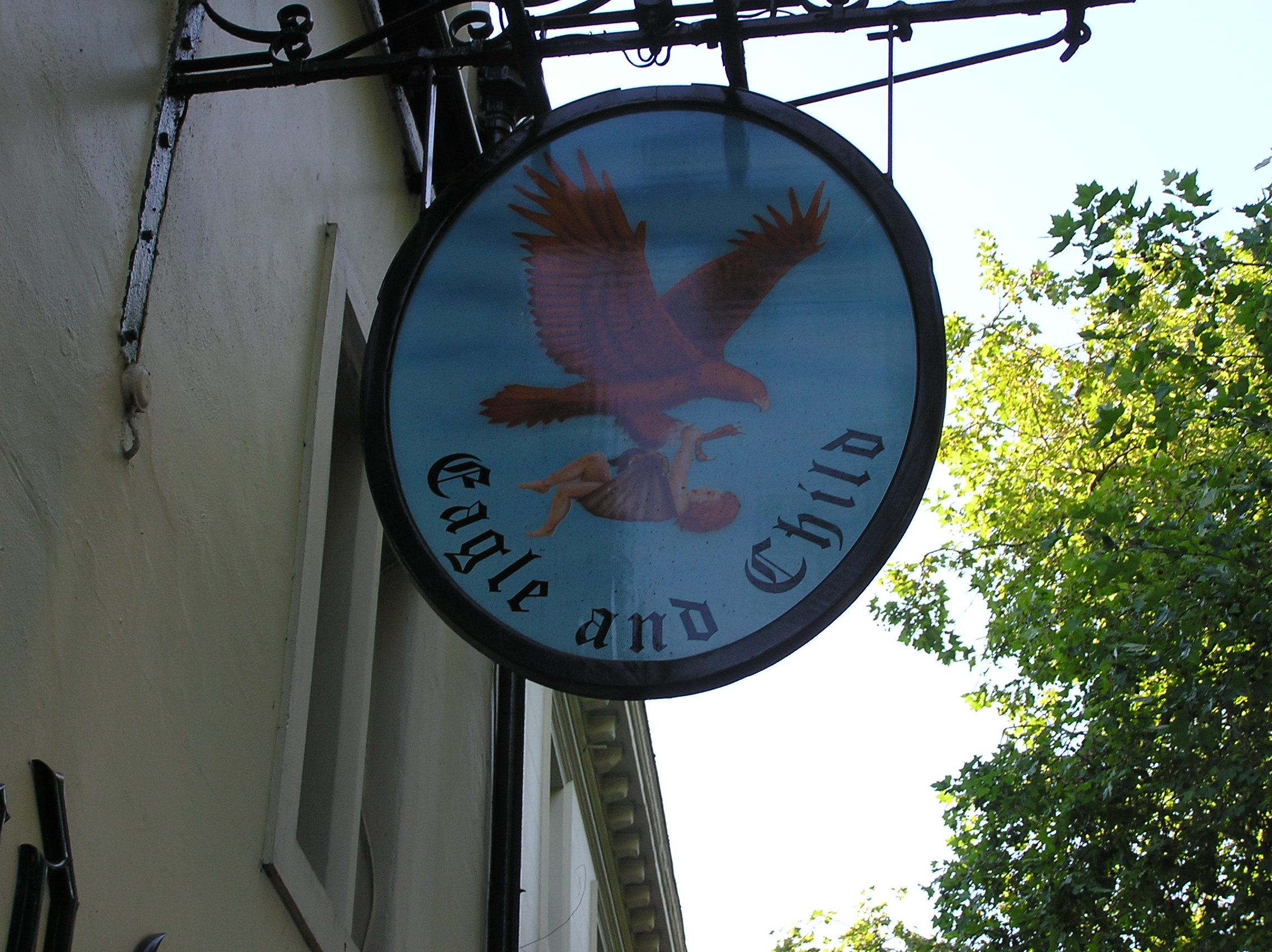
牛津的老鷹與小孩酒吧是迹象文学社定期聚會的主要場地。

創作之餘，托爾金還會在迹象文学社的聚會上朗讀《魔戒》三部曲的內容，得到了C·S·路易斯等人的鼓勵和支持。但在1947年春天，由於成員之一的雨果·戴森的否決，讓迹象文学社對托爾金的支持有所減退；成員之一的華倫·路易斯於日記中描述了當天的情形：「今晚的聚會參加踴躍。路易斯和我、托爾金、哈佛醫生、柯希等人都出席了，托爾金正朗讀他的作品時，戴森來了，然後行使否決權。我覺得很不公平，但托爾金不得不停止閱讀」。不過在數年後《魔戒現身》出版之時，托爾金還是在該書扉頁上題詞「獻給迹象文学社」，並且解釋說：「因為他們已經耐心地聽過它，而且的確有興趣，這幾乎使我懷疑在他們可敬的祖先那裡是否有哈比人的血」:187。
《魔戒》三部曲全書的一致性修正完成於1949年的秋天，由於付不起打字費，整部作品托爾金都親手打字兩遍，有若干部分甚至數遍，打字工作全都是在一間窄小閣樓的床上完成的。托爾金在1949年夏末於伯克郡的文法學校借住期間完成了大部分《魔戒》的修改工作。當C·S·路易斯讀過托爾金給他看的《魔戒》打字稿後對其大為推崇，並表示：「你將青春歲月全部耗費在這本書上，證明是正確的。」。路易斯之弟華倫·路易斯在三周之內將《魔戒》讀完，亦稱讚說「這真是偉大的作品」:165。
托爾金曾在寫給出版商昂溫的信中說：「這部書是我生命和血的凝聚，我已竭盡所能。」:208

## 書籍出版
《魔戒》完成後，托爾金打算將其跟尚未完成的《精靈寶鑽》一同出版，這和喬治·艾倫與昂溫出版社一方產生了歧見，1949年末托爾金甚至一度另覓別家出版社來同時出版這兩本書；但他最終還是放棄了與《精靈寶鑽》同時出版的想法，跟昂溫妥協。
1951年，托爾金與喬治·艾倫與昂溫出版社約定雙方共享本書出版的所有利潤，原由是當時出版商認為《魔戒》的出版會賠錢。1952年6月22日托爾金正式將《魔戒》無條件交給喬治·艾倫與昂溫，由於當時二戰過後紙張十分昂貴，本來出版商建議要刪剪《魔戒》內容以縮小成本支出，但托爾金拒絕了這個請求；然而由於篇幅長，出版商還是決定分三部分出版該書。前兩卷《魔戒現身》和《雙城奇謀》分別於1954年7月29日和11月11日出版，而《王者再臨》則於1955年10月20日出版。
自1954年英文原版初版以来，《魔戒》在世界各地有诸多语言的不同版本出版。
1965年，美國的「愛司圖書公司」利用法律漏洞，出版了一個未經授權的《魔戒》平裝版，首刷印了15萬本；當時經托爾金授權的出版商巴倫丁公司特別請托爾金在小說開頭加上一篇前言，以和盜版書籍作區別。

## 中文譯本
《魔戒》三部曲的中文译本共有六七種版本之多，主要有：
- 張儷、鄭大民、張建平譯，臺灣聯經出版公司1998年版。此版當時銷量並不佳，在三年內僅售出三千套[14]。
- 朱學恆譯，臺灣聯經出版公司2001年版。為配合《魔戒》電影的上映而推出的版本[14]而大賣。於2012年聯經推出（全新修訂譯本）。
- 朱學恆譯，南京譯林出版社2013年版[13]。
- 邓嘉宛、石中歌、杜蕴慈译，上海人民出版社2014年版[15][16]。該譯本由鄧嘉宛翻譯主要內容，杜蘊慈負責翻譯詩歌，石中歌負責翻譯序言、附錄（西班牙语：Apéndices de El Señor de los Anillos）、索引等部分[17][18]。

## 殊榮
在英國水石書店和第四頻道合辦的票選活動中，《魔戒》被選為20世紀之書。1999年，《魔戒》亦被亞馬遜公司票選為兩千年以來最重要的書籍。
在《每日電訊報》舉辦的一次票選活動中，《魔戒》獲選為最受讀者喜愛的書，托爾金也獲選最受喜愛的作家。兩個月後，在佛里歐學會針對其會員的調查中，《魔戒》得到三千多張選票，名列第一，排在《傲慢與偏見》和《塊肉餘生錄》等作品之前:212。
在2003年英國廣播公司「大閱讀」活動票選的「有史以来最受讀者喜爱的小說」中，《魔戒》三部曲赢得17.4萬張選票（總共占全部選票的23％），名列榜首，排在《傲慢與偏見》（第二名）和（第三名）之前:134。托爾金之孫賽門·托爾金在得知結果後表示：托爾金生前很擔心其作品不被人理解，而這次的奪冠「對我爺爺来说，將非常、非常重要」。
在2015年由英國廣播公司主辦、82位書評家票選出的「英國最偉大的100部小說」中，《魔戒》排在第26名。

## 文化上的影響
《魔戒》系列小說問世後對全球的奇幻文化帶來了巨大的影響。至今《魔戒》已在全球賣出1億多冊，並被翻譯成60多種語言，全球讀過《魔戒》的人有一億人以上，且不斷在增加中。許多名人皆十分推崇《魔戒》的地位，如美國第44任總統奧巴馬。
《魔戒》小說亦成為後世許多作家效法的對象，魔戒譯者朱學恆表示：在美國每年出版的兩億本平裝小說中，有超過四分之一的作品直接或間接的和托爾金有關聯。媒體人茱蒂絲·史秋拉維茲在《紐約時報》書評專欄上表示：「沒有托爾金，我們無法想像會有哈利波特的熱潮。」。《哈利波特》作者J·K·羅琳本人則表示：「我14歲時就開始閱讀《魔戒》。到《哈利波特》寫到最後一卷时，我仍然堅持認为自己不会超越托爾金，他的作品里有全新的語言和神話，而我的魔幻世界裡没有這些東西。」。而美國著名恐怖小說作家史蒂芬·金亦承認他的作品《黑暗塔》有受到了《魔戒》影響。美國奇幻作家喬治·R·R·馬丁也表示《魔戒》中「甘道夫之死」的經典橋段深深影響了他的寫作。
在60年代，托爾金的名字還被帶入美國青年文化的主流，披頭四樂隊甚至計畫拍攝《魔戒現身》電影，並擔任主要演員，在當時像「支持甘道夫當總統」或「佛羅多還活著」這一類的標語隨處可見。

## 改編作品

### 電影
最早的《魔戒》電影改編作品為《魔戒》（1978年，J. R. R. Tolkien's The Lord of the Rings），由動畫師拉爾夫·巴克希執導，是一部動畫電影。該片原本預計分成二部曲推出，因此原始的標題為《魔戒·第一部》（The Lord of the Rings Part 1）。第一部電影的故事範圍包含了《魔戒現身》和一部份的《雙城奇謀》。
《魔戒》第二次改編電影《王者再臨》（1980年） 是由藍金貝斯公司（Rankin-Bass）製作的電視動畫特別節目，他們也在1977年製作了類似的作品《霍比特人》。
第三次的改編電影則是由彼得·傑克森執導的《魔戒電影三部曲》，由新線影業（Newline Cinema）製作，三部作品分別為：
- 《魔戒首部曲：魔戒現身》（2001年）。
- 《魔戒二部曲：雙城奇謀》（2002年）。
- 《魔戒三部曲：王者再臨》（2003年）。

其中，《魔戒三部曲：王者再臨》是繼1997年的《鐵達尼號》後，第二部票房突破10億美元的電影，該片也和《鐵達尼號》一樣，共贏得11座奧斯卡金像獎，包括「最佳影片」及「最佳導演」，是奧斯卡有史以來獲得兩位數提名的影片中唯一全數得獎的影片。三部曲的電影成功的讓更多人認識了《魔戒》系列作品。

### 舞台劇
英國的一個劇團曾將本作品改編為音樂劇，由凱文·華勒斯和索爾·扎恩茲製作，費時4年的籌備，於2006年在加拿大多倫多舉行全球首演，共有70多名演員、歌手及音樂家參與演出。

### 電視劇
1991年，前蘇聯曾將小說第一集的劇情改編兩集電視劇赫拉尼特利（俄語：Хранители，意為《守護者》），但由於製作品質不佳評價不高。本片曾長期被認為是一部散失電影，直到2021年才重新被尋獲。
2017年11月13日，亞馬遜公司獲得《魔戒》電視版權，計劃把魔戒改編成電視劇集，將分為多個季度播出，亞馬遜公司稱該協議還包含製作番外篇的可能性。。亞馬遜於2022年9月2日推出《魔戒：力量之戒》電視劇，這部作品的劇情並非直接從原著書本汲取或重複電影版的劇情，而是使用類似二次創作的方式虛構改編自J·R·R·托爾金的小說《魔戒》以補完發生在《魔戒現身》之前的故事，由於這段故事從未在原著中交代，因此遭來原著支持者的非議。。

### 電玩
- 《魔戒ONLINE》

- 《中土世界：魔多之影》

- 《中土世界：戰爭之影》

- 《魔戒:開戰時刻》是《魔戒》原版授權，並與華納兄弟公司共同開發的即時策略(SLG)手遊。

## 外部連結
- 托爾金官方網站（页面存档备份，存于） （英文）
- 《魔戒》之出版社官方網站（页面存档备份，存于） （英文）
- 阿爾達百科全書（页面存档备份，存于） （英文）
- Tolkien Gateway（页面存档备份，存于） （英文）
- 魔戒wiki（页面存档备份，存于）（Wikia）（英文）
- 魔戒中文维基
- 中土中文维基（页面存档备份，存于）